# Cantó de Plaisir
El cantó de Plaisir és un cantó francès del departament d'Yvelines, situat al districte de Versalles i al districte de Rambouillet. Des del 2015 té 4 municipis i el cap és Plaisir.

## Municipis
- Beynes
- Les Clayes-sous-Bois
- Plaisir
- Thiverval-Grignon

## Història
| Data d'elecció                           | Identitat            | Partit                                  | Qualitat |
| ---------------------------------------- | -------------------- | --------------------------------------- | -------- |
| 1982-1985                                | Janine Thomas-Flores | PCF                                     |          |
| 1985-1998                                | Dominique Paumier    | UDF                                     |          |
| 1998-2004                                | Joël Regnault        | Divers droite, després RPR, després UMP |          |
| 2004-                                    | Jean-Michel Gourdon  | PS                                      |          |
| les dades anteriors no són pas conegudes |                      |                                         |          |
|                                          |                      |                                         |          |

## Demografia
| A partir de 1990: Població sense dobles comptes |